# 蓝色列车 (餐厅)

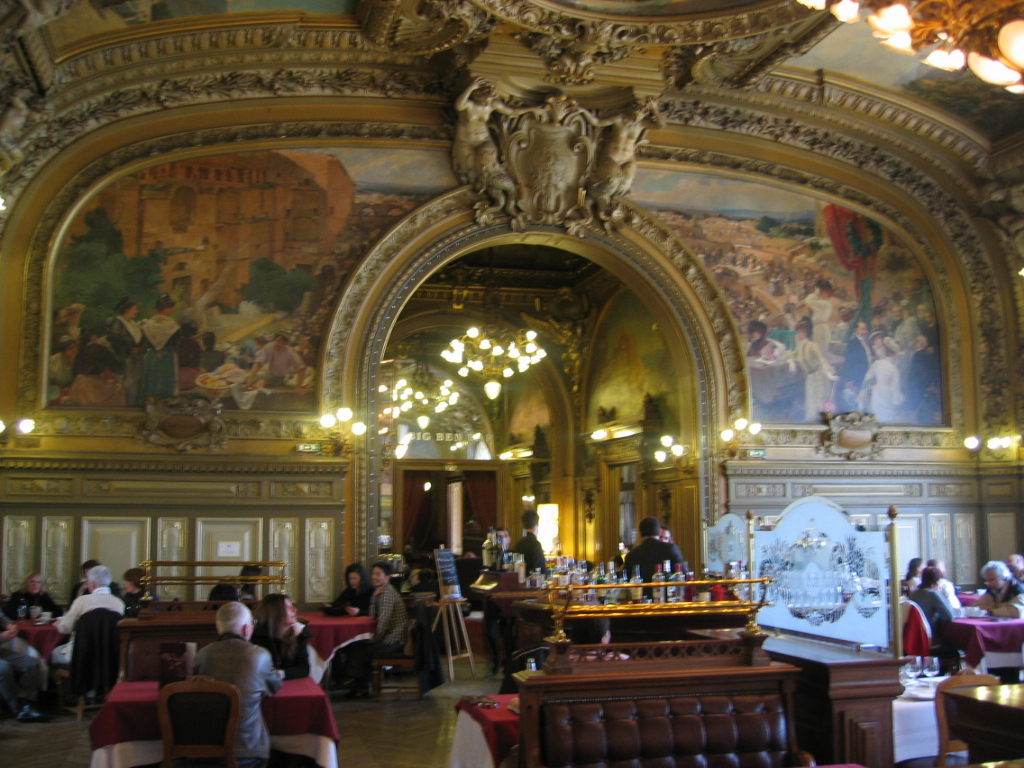
蓝色列车餐厅

蓝色列车（法語：Le Train Bleu），原称里昂车站自助餐厅，是法国巴黎一座著名的餐厅，位于巴黎里昂車站的大堂，于1901年开业。不少电影如霹靂煞和戇豆放大假都曾经在这里取景。而周杰倫的【最偉大的作品】音乐MV也在这里取景。